# 장기 이씨
장기 이씨(長鬐李氏)는 경상북도 포항시 장기면을 본관으로 하는 한국의 성씨이다. 시조는 조선에서 동지중추부사를 지낸 이승립(李承立)이다.

## 참고 자료
- “장기이씨(長鬐李氏)”. 뿌리를 찾아서.[깨진 링크(과거 내용 찾기)]